# Quatro Colunas
As Quatro Colunas (em catalão:  Quatre Columnes), também conhecidos como os Pilares de Puig i Cadafalch, são quatro colunas com capitéis  jónicos/jônicos que reproduzem aquelas que foram levantadas em 1919 pelo arquiteto Josep Puig i Cadafalch, onde há agora Fonte Mágica de Montjuic em Barcelona. Eles simbolizam as quatro listras da bandeira da Catalunha e inicialmente estava destinado a tornar-se um símbolo do nacionalismo catalão. Os originais foram demolidos em 1928 durante a ditadura de Primo de Rivera, um ano antes do início da Exposição Internacional de Barcelona de 1929. Em 2010 foram reconstruídos, a poucos metros de distância do seu lugar original. Eles são atualmente um símbolo da perseverança, convicção e firmeza da língua catalã, cultura e identidade catalã.

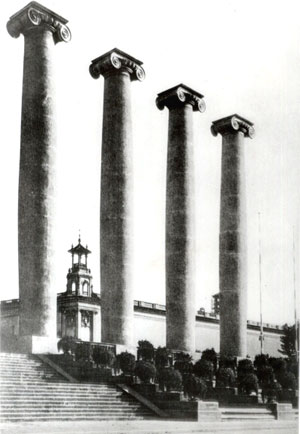
Os antigos Cuatro Colunas de 1919.
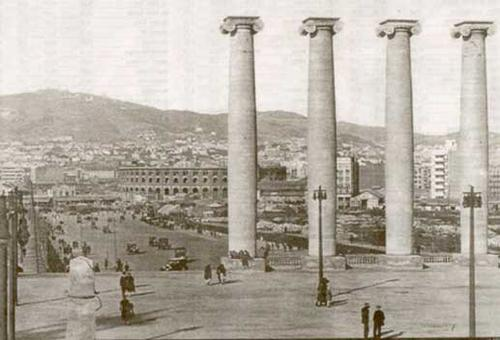
Ano 1928
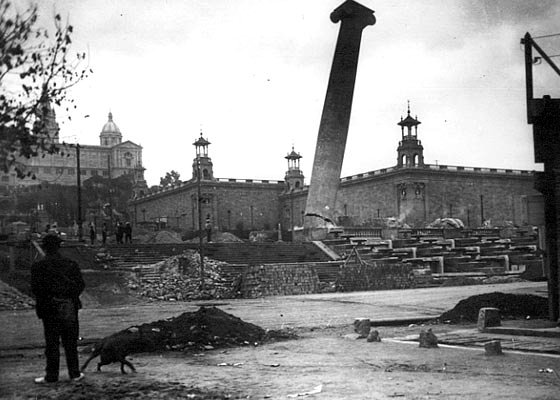
Demoliçâo das colunas en 1928.
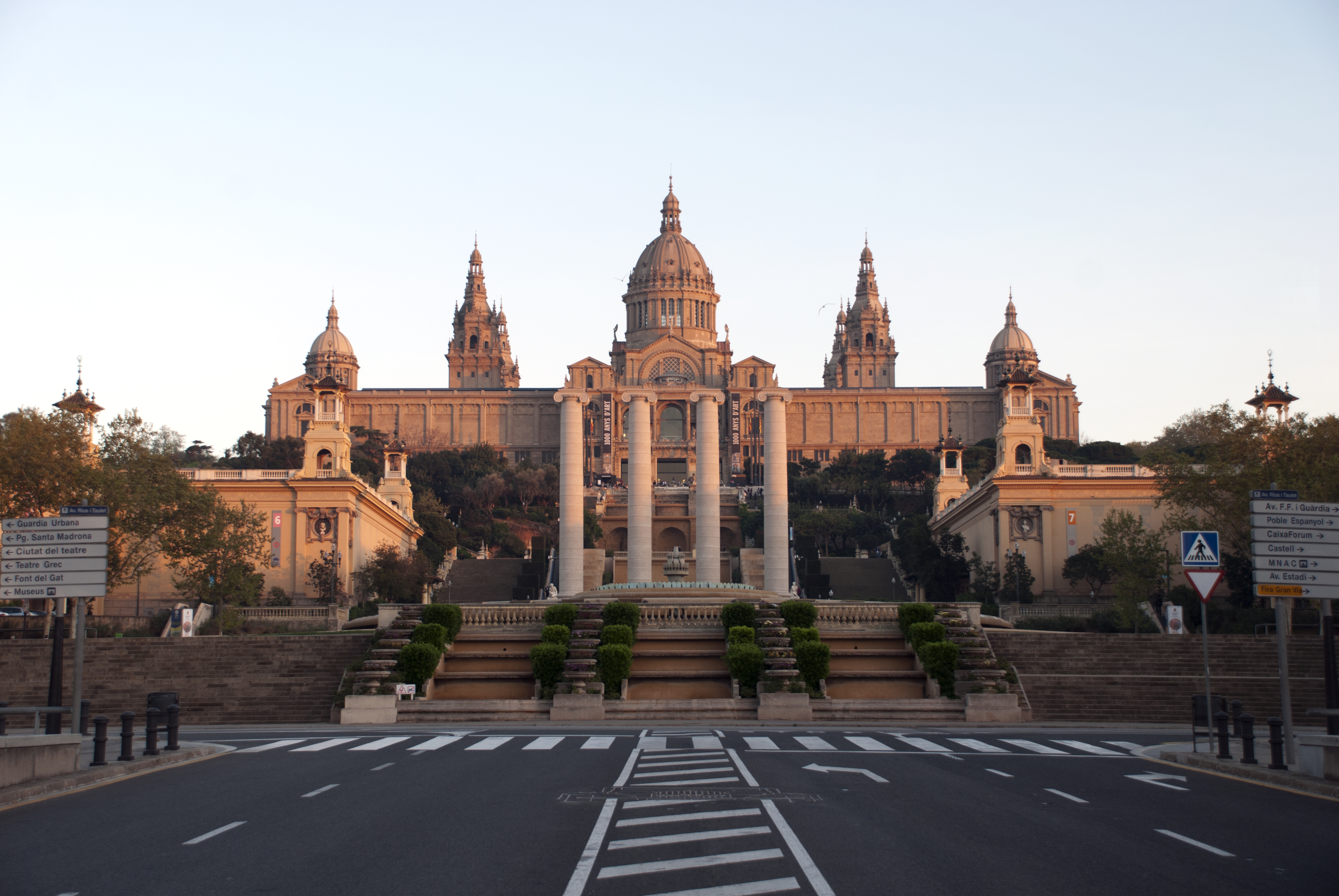
As Cuatro Colunas restituidas en 2011.